# NFL 2009
Die NFL-Saison 2009 war die 90. Saison im American Football in der National Football League (NFL). Die Regular Season begann am 10. September 2009 und endete am 3. Januar 2010.
Die New Orleans Saints besiegten die Indianapolis Colts im Super Bowl XLIV mit 31:17.
Erstmals fand der Pro Bowl am Wochenende vor dem Super Bowl statt. Damit wurde der Super Bowl zum letzten Saison-Spiel.

## NFL Draft

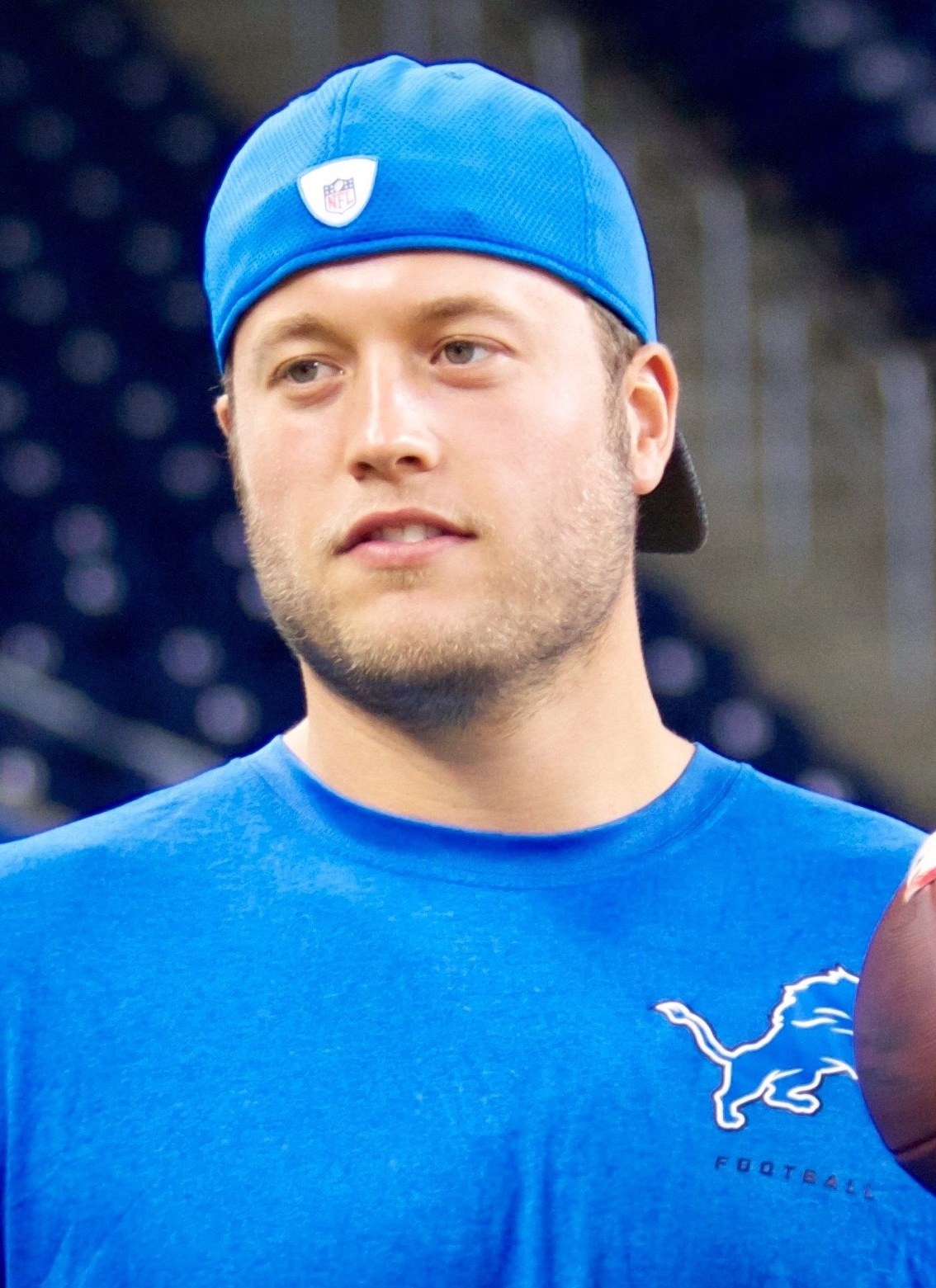
Matthew Stafford wurde als erster Spieler im NFL Draft 2009 ausgewählt.

Der NFL Draft 2009 fand vom 25. bis 26. April in der Radio City Music Hall in New York statt. Der Draft lief über sieben Runden, in denen 256 Spieler ausgewählt wurden. Da die Detroit Lions in der abgelaufenen Saison den schlechtesten Record aufwiesen, hatten sie das Recht, den ersten Spieler im Draft auswählen. Mit dem Erstrunden-Pick wählten sie den Quarterback Matthew Stafford von der University of Georgia.

## Reguläre Saison
Das Saisoneröffnungsspiel, der „Kickoff“, fand am 10. September in Pittsburgh statt. Dabei spielte der Titelverteidiger Pittsburgh Steelers gegen den AFC-South-Konkurrenten Tennessee Titans.
Am 26. Oktober (Woche 7) trafen im Rahmen der NFL International Series im Londoner Wembley-Stadion die New England Patriots auf das bis dahin noch sieglose „Heimteam“ der Tampa Bay Buccaneers. New England siegte deutlich mit 35:7.

### Abschlusstabellen

#### Divisions
| AFC East             | AFC East | AFC East | AFC East | AFC East | AFC East | AFC East | AFC East | AFC East | AFC East | AFC East |
| Team                 | S        | N        | U        | SQ       | P+       | P−       | DIV      | CONF     | Serie    |          |
| -------------------- | -------- | -------- | -------- | -------- | -------- | -------- | -------- | -------- | -------- | -------- |
| New England Patriots | 10       | 6        | 0        | 0,625    | 427      | 285      | 4–2      | 7–5      | 1N       |          |
| New York Jets        | 9        | 7        | 0        | 0,563    | 348      | 236      | 2–4      | 7–5      | 2S       |          |
| Miami Dolphins       | 7        | 9        | 0        | 0,438    | 360      | 390      | 4–2      | 5–7      | 3N       |          |
| Buffalo Bills        | 6        | 10       | 0        | 0,375    | 258      | 326      | 2–4      | 4–8      | 1S       |          |

| NFC East            | NFC East | NFC East | NFC East | NFC East | NFC East | NFC East | NFC East | NFC East | NFC East | NFC East |
| Team                | S        | N        | U        | SQ       | P+       | P−       | DIV      | CONF     | Serie    |          |
| ------------------- | -------- | -------- | -------- | -------- | -------- | -------- | -------- | -------- | -------- | -------- |
| Dallas Cowboys      | 11       | 5        | 0        | 0,688    | 361      | 250      | 4–2      | 9–3      | 3S       |          |
| Philadelphia Eagles | 11       | 5        | 0        | 0,688    | 429      | 337      | 4–2      | 9–3      | 1N       |          |
| New York Giants     | 8        | 8        | 0        | 0,500    | 402      | 427      | 4–2      | 6–6      | 2N       |          |
| Washington Redskins | 4        | 12       | 0        | 0,250    | 266      | 336      | 0–6      | 2–10     | 3N       |          |

| AFC North           | AFC North | AFC North | AFC North | AFC North | AFC North | AFC North | AFC North | AFC North | AFC North | AFC North |
| Team                | S         | N         | U         | SQ        | P+        | P−        | DIV       | CONF      | Serie     |           |
| ------------------- | --------- | --------- | --------- | --------- | --------- | --------- | --------- | --------- | --------- | --------- |
| Cincinnati Bengals  | 10        | 6         | 0         | 0,625     | 305       | 291       | 6–0       | 7–5       | 1N        |           |
| Baltimore Ravens    | 9         | 7         | 0         | 0,563     | 391       | 261       | 3–3       | 7–5       | 1S        |           |
| Pittsburgh Steelers | 9         | 7         | 0         | 0,563     | 368       | 324       | 2–4       | 6–6       | 3S        |           |
| Cleveland Browns    | 5         | 11        | 0         | 0,313     | 245       | 375       | 1–5       | 5–7       | 4S        |           |

| NFC North         | NFC North | NFC North | NFC North | NFC North | NFC North | NFC North | NFC North | NFC North | NFC North | NFC North |
| Team              | S         | N         | U         | SQ        | P+        | P−        | DIV       | CONF      | Serie     |           |
| ----------------- | --------- | --------- | --------- | --------- | --------- | --------- | --------- | --------- | --------- | --------- |
| Minnesota Vikings | 12        | 4         | 0         | 0,750     | 470       | 312       | 5–1       | 9–3       | 1S        |           |
| Green Bay Packers | 11        | 5         | 0         | 0,688     | 461       | 297       | 4–2       | 9–3       | 2S        |           |
| Chicago Bears     | 7         | 9         | 0         | 0,438     | 327       | 375       | 3–3       | 5–7       | 2S        |           |
| Detroit Lions     | 2         | 14        | 0         | 0,125     | 262       | 494       | 0–6       | 1–11      | 6N        |           |

| AFC South            | AFC South | AFC South | AFC South | AFC South | AFC South | AFC South | AFC South | AFC South | AFC South | AFC South |
| Team                 | S         | N         | U         | SQ        | P+        | P−        | DIV       | CONF      | Serie     |           |
| -------------------- | --------- | --------- | --------- | --------- | --------- | --------- | --------- | --------- | --------- | --------- |
| Indianapolis Colts   | 14        | 2         | 0         | 0,875     | 416       | 307       | 6–0       | 10–2      | 2N        |           |
| Houston Texans       | 9         | 7         | 0         | 0,563     | 388       | 333       | 1–5       | 6–6       | 4S        |           |
| Tennessee Titans     | 8         | 8         | 0         | 0,500     | 354       | 402       | 2–4       | 4–8       | 1S        |           |
| Jacksonville Jaguars | 7         | 9         | 0         | 0,438     | 290       | 380       | 3–3       | 6–6       | 4N        |           |

| NFC South            | NFC South | NFC South | NFC South | NFC South | NFC South | NFC South | NFC South | NFC South | NFC South | NFC South |
| Team                 | S         | N         | U         | SQ        | P+        | P−        | DIV       | CONF      | Serie     |           |
| -------------------- | --------- | --------- | --------- | --------- | --------- | --------- | --------- | --------- | --------- | --------- |
| New Orleans Saints   | 13        | 3         | 0         | 0,813     | 510       | 341       | 4–2       | 9–3       | 3N        |           |
| Atlanta Falcons      | 9         | 7         | 0         | 0,563     | 363       | 325       | 3–3       | 6–6       | 3S        |           |
| Carolina Panthers    | 8         | 8         | 0         | 0,500     | 315       | 308       | 4–2       | 8–4       | 3S        |           |
| Tampa Bay Buccaneers | 3         | 13        | 0         | 0,188     | 244       | 400       | 1–5       | 3–9       | 1N        |           |

| AFC West           | AFC West | AFC West | AFC West | AFC West | AFC West | AFC West | AFC West | AFC West | AFC West |
| Team               | S        | N        | U        | SQ       | P+       | P−       | DIV      | CONF     | Serie    |
| ------------------ | -------- | -------- | -------- | -------- | -------- | -------- | -------- | -------- | -------- |
| San Diego Chargers | 13       | 3        | 0        | 0,813    | 454      | 320      | 5–1      | 9–3      | 11S      |
| Denver Broncos     | 8        | 8        | 0        | 0,500    | 326      | 324      | 3–3      | 6–6      | 4N       |
| Oakland Raiders    | 5        | 11       | 0        | 0,313    | 197      | 379      | 2–4      | 4–8      | 2N       |
| Kansas City Chiefs | 4        | 12       | 0        | 0,250    | 294      | 424      | 2–4      | 3–9      | 1S       |

| NFC West            | NFC West | NFC West | NFC West | NFC West | NFC West | NFC West | NFC West | NFC West | NFC West | NFC West |
| Team                | S        | N        | U        | SQ       | P+       | P−       | DIV      | CONF     | Serie    |          |
| ------------------- | -------- | -------- | -------- | -------- | -------- | -------- | -------- | -------- | -------- | -------- |
| Arizona Cardinals   | 10       | 6        | 0        | 0,625    | 375      | 325      | 4–2      | 8–4      | 1N       |          |
| San Francisco 49ers | 8        | 8        | 0        | 0,500    | 330      | 281      | 5–1      | 7–5      | 2S       |          |
| Seattle Seahawks    | 5        | 11       | 0        | 0,313    | 280      | 390      | 3–3      | 4–8      | 4N       |          |
| St. Louis Rams      | 1        | 15       | 0        | 0,063    | 175      | 436      | 0–6      | 1–11     | 8N       |          |

 Divisionssieger 0
 Playoff-Teilnehmer

#### Conferences
| AFC              | AFC                  | AFC              | AFC              | AFC              | AFC              | AFC              | AFC              |
| Rang             | Team                 | Division         | S                | N                | U                | SQ               | CONF             |
| Division leaders | Division leaders     | Division leaders | Division leaders | Division leaders | Division leaders | Division leaders | Division leaders |
| ---------------- | -------------------- | ---------------- | ---------------- | ---------------- | ---------------- | ---------------- | ---------------- |
| 1                | Indianapolis Colts   | South            | 14               | 2                | 0                | 0,875            | 10–2             |
| 2                | San Diego Chargers   | West             | 13               | 3                | 0                | 0,813            | 9–3              |
| 3                | New England Patriots | East             | 10               | 6                | 0                | 0,625            | 7–5              |
| 4                | Cincinnati Bengals   | North            | 10               | 6                | 0                | 0,625            | 7–5              |
| Wild Cards       |                      |                  |                  |                  |                  |                  |                  |
| 5                | New York Jets        | East             | 9                | 7                | 0                | 0,563            | 7–5              |
| 6                | Baltimore Ravens     | North            | 9                | 7                | 0                | 0,563            | 7–5              |
| Ausgeschieden    |                      |                  |                  |                  |                  |                  |                  |
| 7                | Houston Texans       | South            | 9                | 7                | 0                | 0,563            | 6–6              |
| 8                | Pittsburgh Steelers  | North            | 9                | 7                | 0                | 0,563            | 6–6              |
| 9                | Denver Broncos       | West             | 8                | 8                | 0                | 0,500            | 6–6              |
| 10               | Tennessee Titans     | South            | 8                | 8                | 0                | 0,500            | 4–8              |
| 11               | Miami Dolphins       | East             | 7                | 9                | 0                | 0,438            | 5–7              |
| 12               | Jacksonville Jaguars | South            | 7                | 9                | 0                | 0,438            | 6–6              |
| 13               | Buffalo Bills        | East             | 6                | 10               | 0                | 0,375            | 4–8              |
| 14               | Cleveland Browns     | North            | 5                | 11               | 0                | 0,313            | 5–7              |
| 15               | Oakland Raiders      | West             | 5                | 11               | 0                | 0,313            | 4–8              |
| 16               | Kansas City Chiefs   | West             | 4                | 12               | 0                | 0,250            | 3–9              |

| NFC              | NFC                  | NFC              | NFC              | NFC              | NFC              | NFC              | NFC              |
| Rang             | Team                 | Division         | S                | N                | U                | SQ               | CONF             |
| Division leaders | Division leaders     | Division leaders | Division leaders | Division leaders | Division leaders | Division leaders | Division leaders |
| ---------------- | -------------------- | ---------------- | ---------------- | ---------------- | ---------------- | ---------------- | ---------------- |
| 1                | New Orleans Saints   | South            | 13               | 3                | 0                | 0,813            | 9–3              |
| 2                | Minnesota Vikings    | North            | 12               | 4                | 0                | 0,750            | 9–3              |
| 3                | Dallas Cowboys       | East             | 11               | 5                | 0                | 0,688            | 9–3              |
| 4                | Arizona Cardinals    | West             | 10               | 6                | 0                | 0,625            | 8–4              |
| Wild Cards       |                      |                  |                  |                  |                  |                  |                  |
| 5                | Green Bay Packers    | North            | 11               | 5                | 0                | 0,688            | 9–3              |
| 6                | Philadelphia Eagles  | East             | 11               | 5                | 0                | 0,688            | 9–3              |
| Ausgeschieden    |                      |                  |                  |                  |                  |                  |                  |
| 7                | Atlanta Falcons      | South            | 9                | 7                | 0                | 0,563            | 6–6              |
| 8                | Carolina Panthers    | South            | 8                | 8                | 0                | 0,500            | 8–4              |
| 9                | San Francisco 49ers  | West             | 8                | 8                | 0                | 0,500            | 7–5              |
| 10               | New York Giants      | East             | 8                | 8                | 0                | 0,500            | 6–6              |
| 11               | Chicago Bears        | North            | 7                | 9                | 0                | 0,438            | 5–7              |
| 12               | Seattle Seahawks     | West             | 5                | 11               | 0                | 0,313            | 4–8              |
| 13               | Washington Redskins  | East             | 4                | 12               | 0                | 0,250            | 2–10             |
| 14               | Tampa Bay Buccaneers | South            | 3                | 13               | 0                | 0,188            | 3–9              |
| 15               | Detroit Lions        | North            | 2                | 14               | 0                | 0,125            | 1–11             |
| 16               | St. Louis Rams       | West             | 1                | 15               | 0                | 0,063            | 1–11             |

Quelle: nfl.com
Legende:
| Siege              | Niederlagen           | Unentschieden      | SQ gewonnene Spiele (relativ)               | DIV Gewonnene / verlorene Spiele in der Division    |
| P+ gemachte Punkte | P− gegnerische Punkte | Playoff-Teilnehmer | Serie Gewonnene / verlorene Spiele in Folge | CONF Gewonnene / verlorene Spiele in der Conference |

Tie-Breaker 2009
- New England sicherte sich den 3. Platz in der Play-off-Setzliste der AFC vor Cincinnati, da ihr strength of victory (SOV) höher ausfiel, als der von Cincinnati (0,450 gegenüber 0,438).
- Die New York Jets, Baltimore, Houston und Pittsburgh beendeten alle die Saison mit einer 9–7 Bilanz. Baltimore stand aufgrund ihrer besseren Division-Bilanz in der AFC North vor Pittsburgh (3–3 gegenüber 2–4 von Pittsburgh). Aufgrund der tie-breaker Regularien der NFL verpasste Pittsburgh dadurch die Play-offs, da nur die höchstrangigen verbliebenen Teams aus jeder Division ins Rennen um die Play-off-Setzplätze gingen.
- Nachdem Houston aufgrund seiner schlechteren Conference-Bilanz (6–6 gegenüber 7–5 von den New York Jets und Baltimore) aus dem Rennen um die Play-off-Setzplätze ausgeschieden war, sicherten sich die New York Jets den 5. Platz in der Play-off-Setzliste, da sie eine besseren Bilanz gegen gemeinsame Gegner aufwiesen (4–1 gegenüber 1–4 von Baltimore) und Baltimore den 6. und damit letzten Platz.
- Dallas gewann die NFC East vor Philadelphia aufgrund ihrer zwei direkten Siege.
- Green Bay sicherte sich den 5. Platz in der Play-off-Setzliste der NFC vor Philadelphia aufgrund ihrer besseren Bilanz gegen gemeinsame Gegner (4–1 gegenüber 3–2 von Philadelphia).

## Play-offs
|  | Wild Card Round                            | Wild Card Round                            | Wild Card Round                            |                                           |               | Divisional Round               | Divisional Round                 | Divisional Round                 |                                  |  | Conference Championships | Conference Championships | Conference Championships |  |  | Super Bowl | Super Bowl | Super Bowl |
|  |                                            |                                            |                                            |                                           |               |                                |                                  |                                  |                                  |  |                          |                          |                          |  |  |            |            |            |
|  | 10. Januar – Gillette Stadium              | 10. Januar – Gillette Stadium              | 10. Januar – Gillette Stadium              |                                           |               | 16. Januar – Lucas Oil Stadium | 16. Januar – Lucas Oil Stadium   | 16. Januar – Lucas Oil Stadium   |                                  |  |                          |                          |                          |  |  |            |            |            |
|  | 10. Januar – Gillette Stadium              | 10. Januar – Gillette Stadium              | 10. Januar – Gillette Stadium              | 1                                         | Indianapolis  | 20                             |                                  |                                  |                                  |  |                          |                          |                          |  |  |            |            |            |
|  | 3                                          | New England                                | 14                                         | 1                                         | Indianapolis  | 20                             | 24. Januar – Lucas Oil Stadium   | 24. Januar – Lucas Oil Stadium   | 24. Januar – Lucas Oil Stadium   |  |                          |                          |                          |  |  |            |            |            |
|  | 3                                          | New England                                | 14                                         | 6                                         | Baltimore     | 3                              | 24. Januar – Lucas Oil Stadium   | 24. Januar – Lucas Oil Stadium   | 24. Januar – Lucas Oil Stadium   |  |                          |                          |                          |  |  |            |            |            |
|  | 6                                          | Baltimore                                  | 33                                         | 6                                         | Baltimore     | 3                              | 24. Januar – Lucas Oil Stadium   | 24. Januar – Lucas Oil Stadium   | 24. Januar – Lucas Oil Stadium   |  |                          |                          |                          |  |  |            |            |            |
|  | 6                                          | Baltimore                                  | 33                                         | 17. Januar – Qualcomm Stadium             |               |                                | 24. Januar – Lucas Oil Stadium   | 24. Januar – Lucas Oil Stadium   | 24. Januar – Lucas Oil Stadium   |  |                          |                          |                          |  |  |            |            |            |
|  |                                            |                                            |                                            | 1                                         | Indianapolis  | 30                             |                                  |                                  |                                  |  |                          |                          |                          |  |  |            |            |            |
|  | AFC                                        |                                            |                                            | 1                                         | Indianapolis  | 30                             |                                  |                                  |                                  |  |                          |                          |                          |  |  |            |            |            |
|  |                                            | 5                                          | New York Jets                              | 17                                        |               |                                |                                  |                                  |                                  |  |                          |                          |                          |  |  |            |            |            |
|  | 9. Januar – Paul Brown Stadium             | 5                                          | New York Jets                              | 17                                        |               |                                |                                  |                                  |                                  |  |                          |                          |                          |  |  |            |            |            |
|  | AFC Championship                           |                                            |                                            |                                           |               |                                |                                  |                                  |                                  |  |                          |                          |                          |  |  |            |            |            |
|  | 2                                          | San Diego                                  | 14                                         |                                           |               |                                |                                  |                                  |                                  |  |                          |                          |                          |  |  |            |            |            |
|  | 2                                          | San Diego                                  | 14                                         | 4                                         | Cincinnati    | 14                             | 7. Februar – Dolphin Stadium     | 7. Februar – Dolphin Stadium     | 7. Februar – Dolphin Stadium     |  |                          |                          |                          |  |  |            |            |            |
|  | 5                                          | New York Jets                              | 17                                         | 4                                         | Cincinnati    | 14                             | 7. Februar – Dolphin Stadium     | 7. Februar – Dolphin Stadium     | 7. Februar – Dolphin Stadium     |  |                          |                          |                          |  |  |            |            |            |
|  | 5                                          | New York Jets                              | 17                                         | 5                                         | New York Jets | 24                             | 7. Februar – Dolphin Stadium     | 7. Februar – Dolphin Stadium     | 7. Februar – Dolphin Stadium     |  |                          |                          |                          |  |  |            |            |            |
|  | 16. Januar – Louisiana Superdome           |                                            |                                            | 5                                         | New York Jets | 24                             | 7. Februar – Dolphin Stadium     | 7. Februar – Dolphin Stadium     | 7. Februar – Dolphin Stadium     |  |                          |                          |                          |  |  |            |            |            |
|  | 10. Januar – University of Phoenix Stadium | 10. Januar – University of Phoenix Stadium | 10. Januar – University of Phoenix Stadium | A1                                        | Indianapolis  | 17                             |                                  |                                  |                                  |  |                          |                          |                          |  |  |            |            |            |
|  | 10. Januar – University of Phoenix Stadium | 10. Januar – University of Phoenix Stadium | 10. Januar – University of Phoenix Stadium | A1                                        | Indianapolis  | 17                             |                                  |                                  |                                  |  |                          |                          |                          |  |  |            |            |            |
|  | 10. Januar – University of Phoenix Stadium | 10. Januar – University of Phoenix Stadium | 10. Januar – University of Phoenix Stadium |                                           | N1            | New Orleans                    | 31                               |                                  |                                  |  |                          |                          |                          |  |  |            |            |            |
|  | 10. Januar – University of Phoenix Stadium | 10. Januar – University of Phoenix Stadium | 10. Januar – University of Phoenix Stadium |                                           | N1            | New Orleans                    | 31                               |                                  |                                  |  |                          |                          |                          |  |  |            |            |            |
|  | 10. Januar – University of Phoenix Stadium | 10. Januar – University of Phoenix Stadium | 10. Januar – University of Phoenix Stadium | Super Bowl XLIV                           |               |                                |                                  |                                  |                                  |  |                          |                          |                          |  |  |            |            |            |
|  | 10. Januar – University of Phoenix Stadium | 10. Januar – University of Phoenix Stadium | 10. Januar – University of Phoenix Stadium | 1                                         | New Orleans   | 45                             |                                  |                                  |                                  |  |                          |                          |                          |  |  |            |            |            |
|  | 4                                          | Arizona                                    | 51*                                        | 1                                         | New Orleans   | 45                             | 24. Januar – Louisiana Superdome | 24. Januar – Louisiana Superdome | 24. Januar – Louisiana Superdome |  |                          |                          |                          |  |  |            |            |            |
|  | 4                                          | Arizona                                    | 51*                                        | 4                                         | Arizona       | 14                             | 24. Januar – Louisiana Superdome | 24. Januar – Louisiana Superdome | 24. Januar – Louisiana Superdome |  |                          |                          |                          |  |  |            |            |            |
|  | 5                                          | Green Bay                                  | 45                                         | 4                                         | Arizona       | 14                             | 24. Januar – Louisiana Superdome | 24. Januar – Louisiana Superdome | 24. Januar – Louisiana Superdome |  |                          |                          |                          |  |  |            |            |            |
|  | 5                                          | Green Bay                                  | 45                                         | 17. Januar – Hubert H. Humphrey Metrodome |               |                                | 24. Januar – Louisiana Superdome | 24. Januar – Louisiana Superdome | 24. Januar – Louisiana Superdome |  |                          |                          |                          |  |  |            |            |            |
|  |                                            |                                            |                                            | 1                                         | New Orleans   | 31*                            |                                  |                                  |                                  |  |                          |                          |                          |  |  |            |            |            |
|  | NFC                                        |                                            |                                            | 1                                         | New Orleans   | 31*                            |                                  |                                  |                                  |  |                          |                          |                          |  |  |            |            |            |
|  |                                            | 2                                          | Minnesota                                  | 28                                        |               |                                |                                  |                                  |                                  |  |                          |                          |                          |  |  |            |            |            |
|  | 9. Januar – Cowboys Stadium                | 2                                          | Minnesota                                  | 28                                        |               |                                |                                  |                                  |                                  |  |                          |                          |                          |  |  |            |            |            |
|  | NFC Championship                           |                                            |                                            |                                           |               |                                |                                  |                                  |                                  |  |                          |                          |                          |  |  |            |            |            |
|  | 2                                          | Minnesota                                  | 34                                         |                                           |               |                                |                                  |                                  |                                  |  |                          |                          |                          |  |  |            |            |            |
|  | 2                                          | Minnesota                                  | 34                                         | 3                                         | Dallas        | 34                             |                                  |                                  |                                  |  |                          |                          |                          |  |  |            |            |            |
|  | 3                                          | Dallas                                     | 3                                          | 3                                         | Dallas        | 34                             |                                  |                                  |                                  |  |                          |                          |                          |  |  |            |            |            |
|  | 3                                          | Dallas                                     | 3                                          | 6                                         | Philadelphia  | 14                             |                                  |                                  |                                  |  |                          |                          |                          |  |  |            |            |            |
|  |                                            |                                            |                                            | 6                                         | Philadelphia  | 14                             |                                  |                                  |                                  |  |                          |                          |                          |  |  |            |            |            |

- Die Mannschaft mit der niedrigeren Setznummer hat Heimrecht und wird hier als erste genannt, im Gegensatz zur Praxis in den USA, wo die Gastmannschaft zuerst genannt wird.
- (*) nach Verlängerung

## Super Bowl XLIV
Siehe auch Hauptartikel: Super Bowl XLIV
Super Bowl XLIV war die 44. Ausgabe des Super Bowls und fand am 7. Februar 2010 im Dolphin Stadium in Miami, Florida statt. Im Finale trafen die Indianapolis Colts auf die New Orleans Saints. Die als Außenseiter gehandelten Saints besiegten die Colts mit 31:17 und gewannen damit ihren ersten Super Bowl.

## Auszeichnungen
| Most Valuable Player          | Peyton Manning, Quarterback, Indianapolis Colts |
| Coach of the Year             | Marvin Lewis, Cincinnati Bengals                |
| Offensive Player of the Year  | Chris Johnson, Runningback, Tennessee Titans    |
| Defensive Player of the Year  | Charles Woodson, Cornerback , Green Bay Packers |
| Offensive Rookie of the Year  | Percy Harvin, Wide Receiver, Minnesota Vikings  |
| Defensive Rookie of the Year  | Brian Cushing, Linebacker, Houston Texans       |
| Comeback Player of the Year   | Tom Brady, Quarterback, New England Patriots    |
| Walter Payton Man of the Year | Brian Waters, Guard, Kansas City Chiefs         |